# Bapatla (Distrikt)
Der Distrikt Bapatla (Telugu బాపట్ల జిల్లా) ist ein Verwaltungsdistrikt im indischen Bundesstaat Andhra Pradesh. Verwaltungssitz ist die namensgebende Stadt Bapatla. Der Distrikt wurde 2022 gebildet.

## Lage und Klima

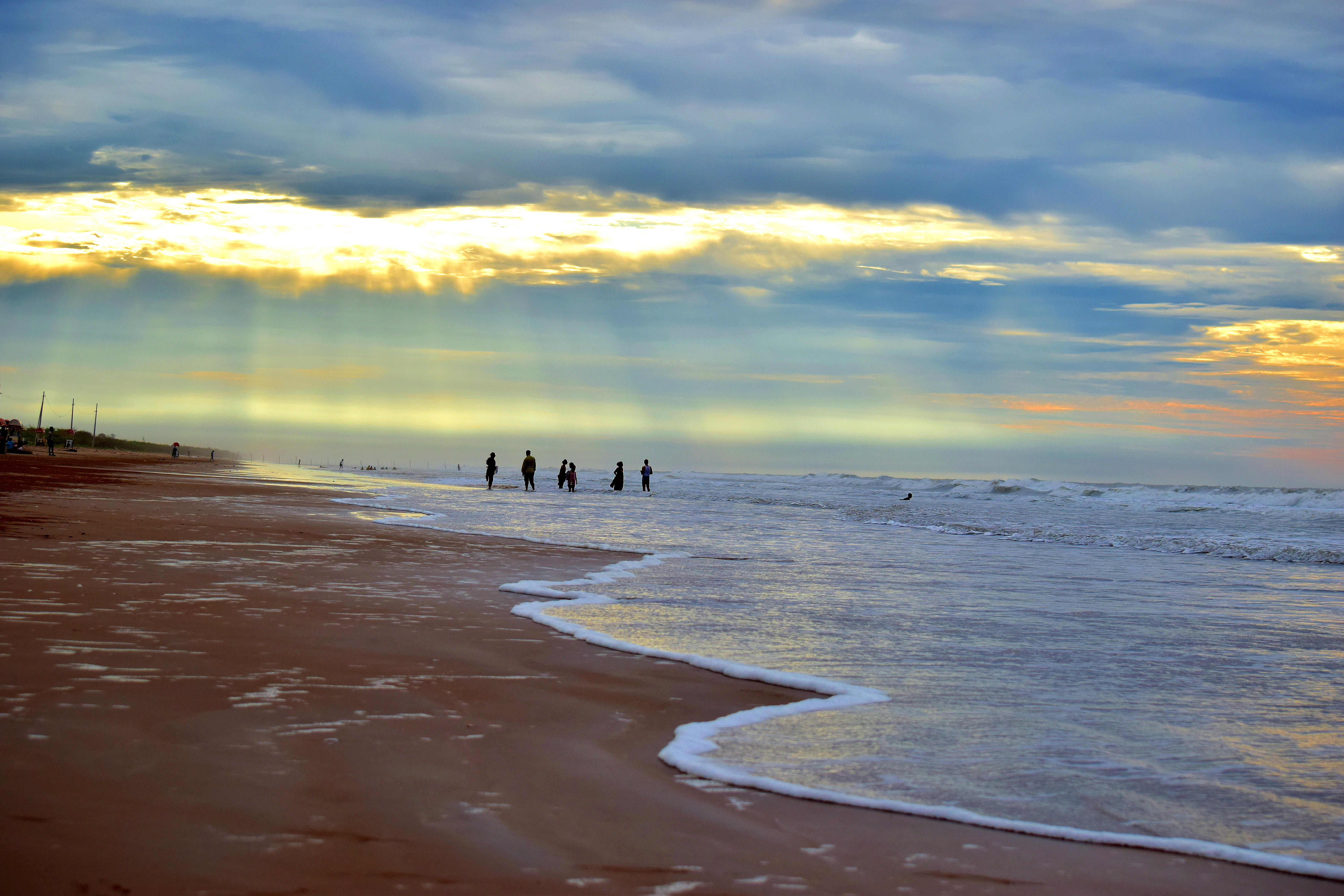
Sonnenaufgang am Suryalanka-Strand

Der Distrikt liegt an der Küste zum Golf von Bengalen von Andhra Pradesh im südlichen Abschnitt der Großregion Andhra. Die angrenzenden Distrikte sind Prakasam im Südwesten, Palnadu im Nordwesten, Guntru im Norden und Krishna im Osten.
Die natürliche westliche Distriktgrenze wird über eine Länge von etwa 39 Kilometer vom Flusses Krishna gebildet. Physiogeographisch besteht der Distrikt überwiegend aus einer flachen Schwemmlandebene, die fruchtbare Böden aufweist und intensiv landwirtschaftlich genutzt wird. Etwa 120 km² waren im Jahr 2022 von Wald bedeckt.
Das Klima ist tropisch und vom Monsun geprägt. Der durchschnittliche Jahresniederschlag liegt bei 925 mm.

## Geschichte
Der Distrikt wurde am 4. April 2022 im Rahmen einer Distriktneugliederung Andhra Pradeshs aus 12 Mandals der Division Tenali des bisherigen Distrikts Guntur und aus 13 Mandals der Division Ongole des Distrikts Prakasam neu gebildet. Der neue Distrikt wurde nach seiner designierten Hauptstadt Bapatla benannt.

## Bevölkerung
Zum Zeitpunkt der Volkszählung 2011 lebten im Gebiet des späteren Distrikts 1.586.918 Personen (788.804 männlich, 798.114 weiblich). Die Bevölkerungsdichte betrug 414 Einwohner je km² (bei einer Distriktfläche von 3828,84 km²).
966.122 Personen konnten lesen und schreiben (529.539 männlich, 436.583 weiblich), entsprechend Alphabetisierungsraten (> 6 Jahre) von 60,88 % bzw. 67,13 % und 54,70 %. 284.114 Personen lebten in ländlichen und 1.302.804 in städtischen Siedlungen, entsprechend einem Urbanisierungsgrad von 17,9 %. 358.655 Personen waren Angehörige registrierter unterprivilegierter Kasten (scheduled castes) und 78.838 Angehörige der registrierten indigenen Stammesbevölkerung (scheduled tribes, Adivasi). In religiöser Hinsicht war der Distrikt relativ homogen: 1.457.147 Hindus, 108.264 Muslime, 16.391 Christen, 135 Sikhs, 60 Buddhisten, 82 Jains, 80 Angehörige anderer Religionen und 4759 ohne Angabe.

## Verwaltungsgliederung

### Mandals
Im Jahr 2023 war der Distrikt in zwei Divisionen und 25 Mandals unterteilt.
- Division Bapatla mit den 12 Mandals Tsundur, Amruthalur, Vemuru, Kollur, Bhattiprolu, Cherukupalle, Nizampatnam, Nagaram, Repalle, Pittalavanipalem, Karlapalem, Bapatla,
- Division Chirala mit den 13 Mandals Chinaganjam, Inkollu, Karamchedu, Martur, Parchur, Yeddanapudi, Addanki, Ballikurava, Janakavarampanguluru, Korisapadu, Santhamaguluru, Chirala, Vetapalem.

### Städtische Siedlungen
Im Jahr 2022 gab es im Distrikt drei Municipalities (M) und eine Census town (CT, mit Einwohnerzahl beim Zensus 2011).
- Bapatla (70.777, M)
- Chirala (120.236, M)
- Repalle (50.866, M)
- Vetapalem (42.235, CT)

## Wirtschaft
Dominierender Wirtschaftszweig ist die Landwirtschaft. 236.866 ha wurden für den Ackerbau genutzt, davon 85.729 ha mit mehr als einer Ernte pro Jahr. Die hauptsächlich angebauten Agrarprodukte sind (in abnehmender Anbaufläche): Reis, Kichererbsen (Bengal gram), Mais, Urdbohnen (black gram), Sorghumhirse (jowar), Paprika und Baumwolle.
Von überregionaler Bedeutung ist die Textilindustrie NSL Textiles in Chandole im Mandal Pittalavanipalem.

## Militärische Einrichtungen
Nahe der Distrikthauptstadt befindet sich die Suryalanka-Luftwaffenbasis der indischen Luftwaffe.

## Besonderheiten

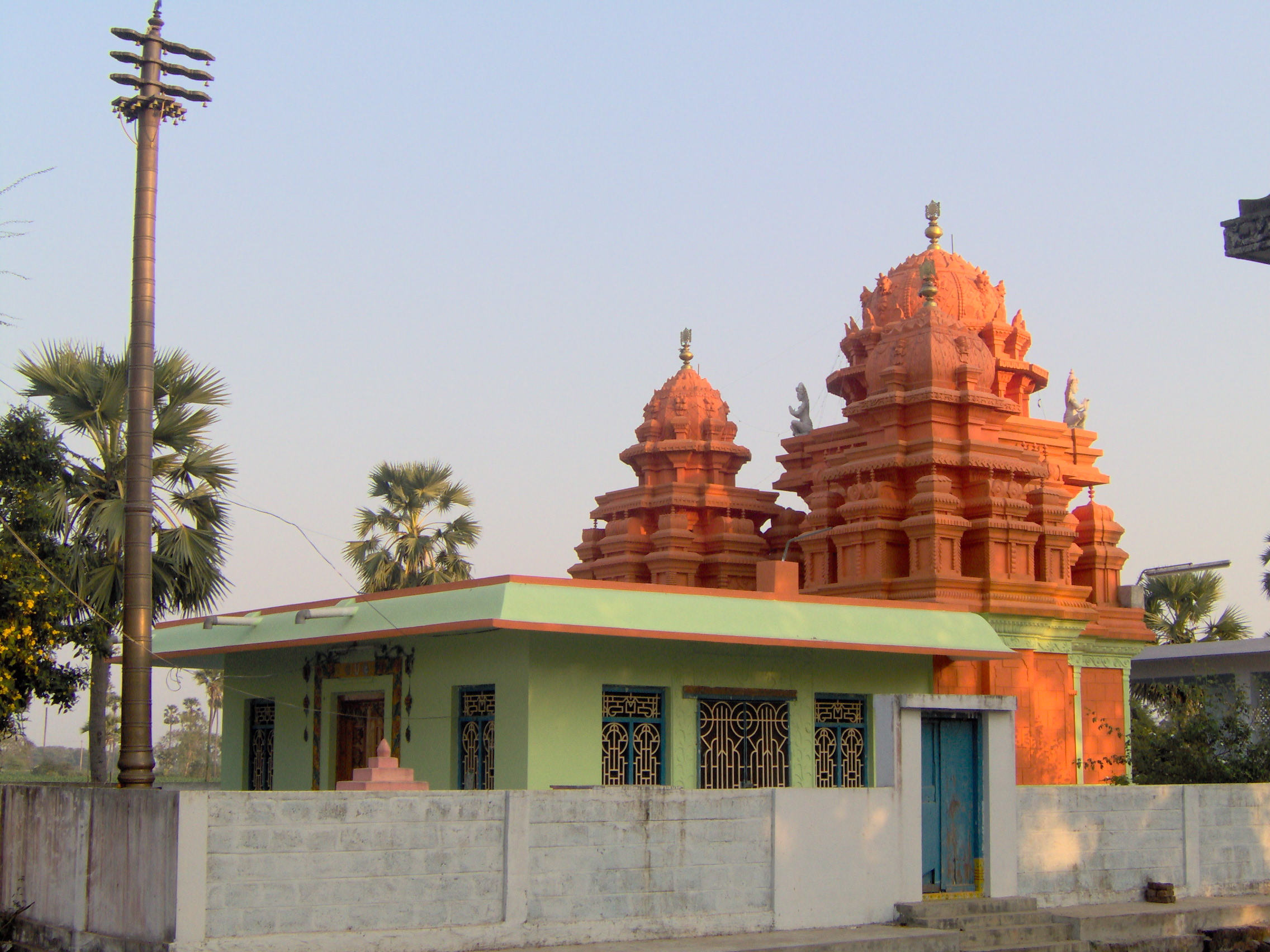
Venkateswara-Tempel in Peravali

Der Distrikt weist einige schöne Strände auf: den Suryalanka-Strand bei Bapatla, den Vodarevu-Strand und den Ramapuram-Strand bei Chirala. Der Bhavanarayana-Swamy-Tempel wurde während der Zeit des Chola-Reiches um 1465 erbaut und später rekonstruiert. Ein weiterer kulturhistorisch bedeutender Tempel aus der Chola-Zeit ist der Singarakonda-Tempel beim gleichnamigen Ort im Mandal Addanki.